# Murillo de Yerri
Murillo de Yerri (Murelu Deierri en euskera) es un concejo español, situado en el municipio navarro del Valle de Yerri. Tenía 40 habitantes en 2017.
En el siglo XV llegó a estar totalmente despoblado por la guerra civil.

## Topónimo
Su nombre procede del diminutivo de la palabra latina murus «muro, pared», que se aplicaba a pequeños núcleos de población, y el nombre del valle al que pertenece.
Versiones del nombre en documentos antiguos: Murel (1248, NEN); Murielo, Muriello (1120, 1193, 1276-1279, 1350, 1366, NEN); Murieillo, Murielo, Murieyllo (1268, 1270, siglo XIV).

## Demografía
| 2009 | 2010 | 2011 | 2012 | 2013 | 2014 | 2015 | 2016 |
| ---- | ---- | ---- | ---- | ---- | ---- | ---- | ---- |
| 33   | 32   | 32   | 29   | 37   | 40   | 34   | 35   |

Fuente: Gobierno de Navarra.

## Arte
- Iglesia de San Esteban, de origen medieval, pero muy reformada en los siglos XVII y XVIII. Conserva la portada del siglo XIII.
- Ermita de Santa Bárbara.

## Historia
En 1802 su cosecha se calculaba en 2500 robos de cereal y 3000 cántaros de vino, cuando tenía una población de 77 personas.

## Fiestas
- San Isidro, 15 de mayo.